# Unikatowa cecha oferty
Unikatowa cecha oferty, unikatowa propozycja sprzedaży, USP (od ang. unique selling proposition lub unique selling point) – czynnik eksponowany w kampanii reklamowej, wyróżniający dany produkt spośród innych w jego sektorze i stanowiący, według reklamodawcy, wyjątkową korzyść, jaką klient nabywa wraz z zakupem tego produktu. Na podstawie unikatowej cechy oferty buduje się podwaliny przekazu reklamowego.